# نبيل فهمي
نبيل إسماعيل فهمي (من مواليد نيويورك 1951) دبلوماسي مصري، شغل سابقاً منصب وزير الخارجية. شغل منصب سفير مصر في الولايات المتحدة. وفي أغسطس 2009 تم تعيينه عميداً لكلية العلاقات العامة في الجامعة الأمريكية في القاهرة.

## حياته
ولد نبيل فهمي في نيويورك في 5 يناير 1951. كان والده إسماعيل فهمي وزيراً لخارجية أنور السادات من عام 1973 إلى عام 1977، واستقال أثناء مفاوضات كامب ديفيد عام 1979.
حصل نبيل على بكالوريوس العلوم في الفيزياء والرياضيات عام 1974 ودرجة الماجستير في الإدارة من الجامعة الأمريكية بالقاهرة عام 1976.

## مناصب سابقة
- سفير مصر في الولايات المتحدة الأمريكية 1999 - 2008.